# Хьёлё, Матиас
Матиас Уллеренг Хьёлё (норв. Mathias Ullereng Kjølø; родился 27 июня 2001, Осло, Норвегия) — норвежский футболист, полузащитник клуба «Твенте».

## Футбольная карьера
Матиас — уроженец норвежской столицы Осло. Футболом начинал заниматься в местной команде «Хьелсос», после чего перешёл в академию одного из лидеров норвежского футбола — «Волеренгу», откуда практически сразу был приглашён на просмотр в нидерландский ПСВ, которые после приобрели его. С сезона 2018/2019 — игрок юношеской команды. С сезона 2019/20 — молодёжной. Дебютировал за неё в Эрстедивизи 11 января 2020 года в поединке против «Йонг Аякс». В том матче Матиас вышел в стартовом составе и провёл на поле всю встречу. Всего в дебютном сезоне сыграл за «Йонг ПСВ» 8 игр.
После удачного старта сезона 2020/21 в «Йонг ПСВ», стал привлекаться к играм с основной командой. 8 ноября 2020 года Матиас дебютировал за ПСВ в поединке 8 тура Эредивизи против «Виллем II». Он вышел на поле на замену на 88-й минуте вместо Ибраима Сангаре.
8 июня 2022 года подписал трёхлетний контракт с «Твенте».
Также Матиас являлся игроком юношеских сборных Норвегии. Принимал участие в чемпионате Европы 2018 года среди юношей до 17 лет. Вместе со сборной дошёл до четвертьфинала, однако сыграл на турнире всего в одной игре против юношей из Словении.